# جعبه غذای چینی

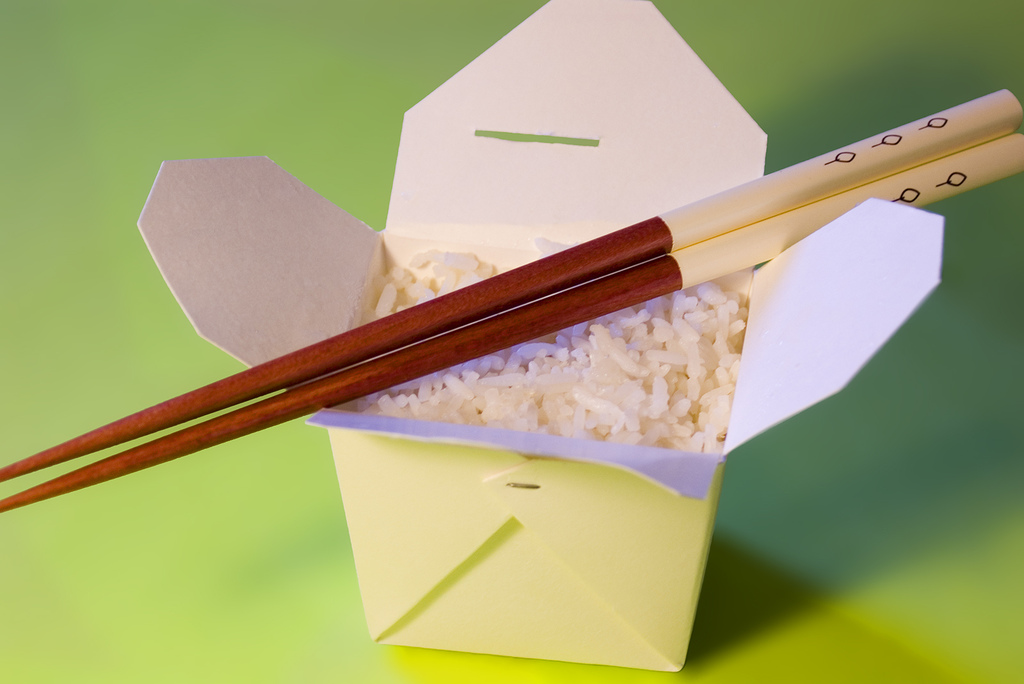
یک سطل صدفی ساده و باز شده از برنج سفید، به همراه چوب غذاخوری

جعبه غذای چینی (که با نام‌های سطل کاغذی، سطل صدف یا ظرف غذای بیرون‌برچینی نیز شناخته می‌شود) یک ظرف مقوایی تاشده، موم‌کاری‌شده یا روکش‌شده با پلاستیک است که در اصل برای نگهداری صدف طراحی شده است. این ظرف معمولاً دارای دسته‌ای از جنس سیم توپر است. این جعبه غذا اغلب توسط رستوران‌های غذاهای چینی آمریکایی در ایالات متحده برای بسته‌بندی غذاهای بیرون‌بر استفاده می‌شود. این جعبه غذا همچنین در کشورهای دیگر مانند لهستان نیز یافت می‌شود، اما به ندرت در چین و سایر کشورهای آسیایی با تعداد بالای چینی‌تبارها دیده می‌شود.
این ظرف ارزان، بادوام و در حالت ایستاده نسبتاً ضد نشت است. قسمت بالای آن معمولاً دارای یک زبانه مقوایی قفل‌دار است که خود به خود بسته می‌شود. ساختار تا شده ساده اوریگامی مانند آن، امکان خروج بخار غذای داغ را فراهم می‌کند. معمولاً می‌توان مستقیماً با استفاده از چوب غذاخوری از داخل ظرف غذا خورد. این ظروف عمدتاً برای غذاهای چینی آمریکایی استفاده می‌شوند، اگرچه در برخی از کشورهای اروپایی و آمریکای لاتین نیز رواج پیدا کرده‌اند.
جعبه غذای چینی که می‌توان با خیال راحت در اجاق‌های مایکروویو (بدون دسته فلزی که می‌تواند باعث ایجاد قوس الکتریکی شود) استفاده کرد، موجود است. آنها اغلب دسته ندارند یا دسته پلاستیکی دارند.

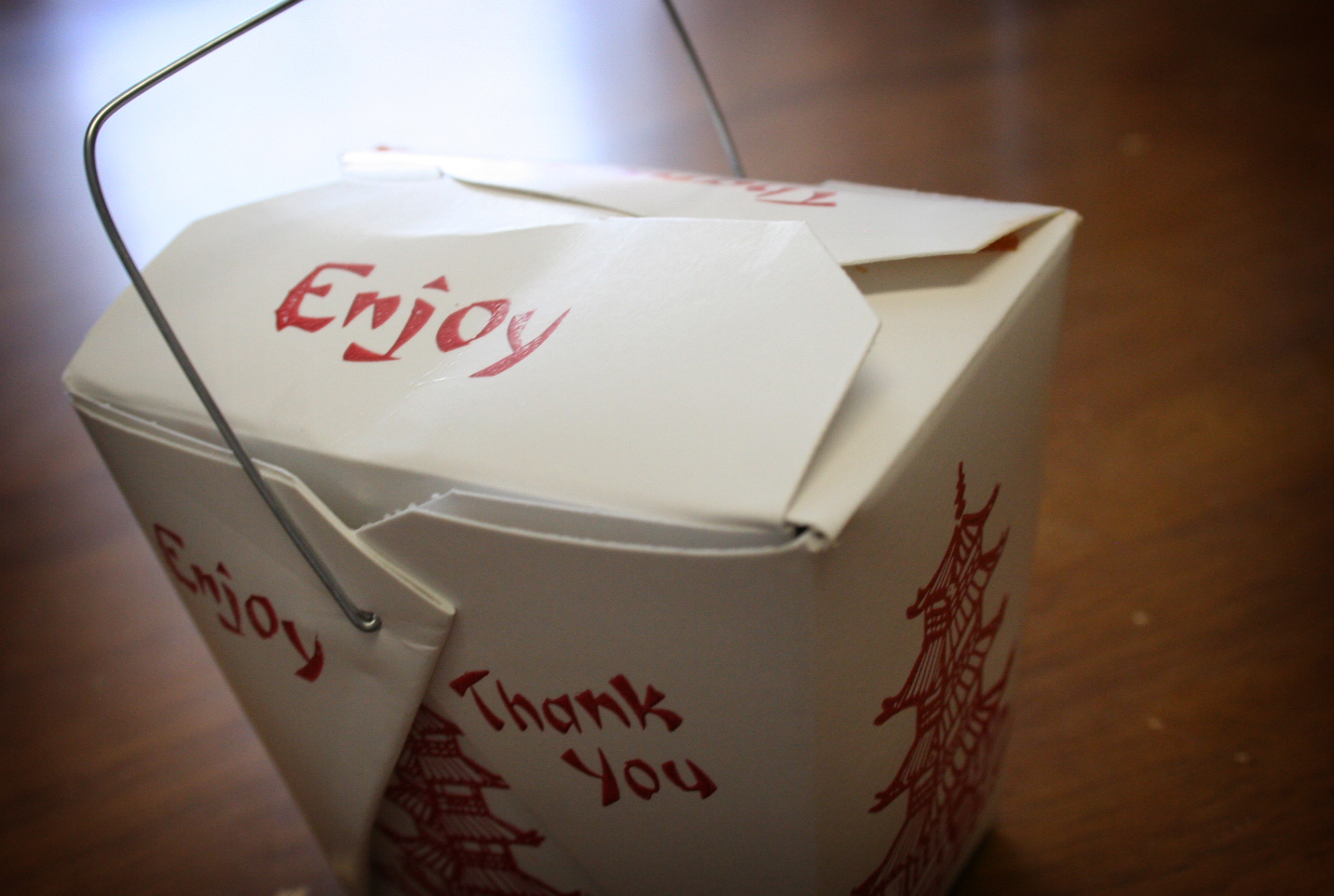
یک جعبه سطل صدف از یک رستوران چینی

این ظروف همچنین می‌توانند برای نگهداری یا حمل اقلام غیر غذایی یا قطعات کوچک استفاده شوند. ظروف بیرون‌بر نیز به عنوان بسته‌بندی جدید برای هدایای کوچک ارائه شده‌اند.

## تاریخچه
اختراعات اولیه به سال‌های ۱۸۹۰، ۱۸۹۴، و ۱۹۰۸ برمی‌گردد. سطل صدف مقوایی در زمانی اختراع شد که صدف تازه محبوب‌تر و فراوان‌تر و ارزان‌تر از امروز بود. از آنجایی که پوست کندن صدف (جدا کردن گوشت خام از پوسته) نیاز به مهارت دارد و می‌تواند دشوار و خطرناک باشد، معمولاً از فروشنده صدف خواسته می‌شد که صدف‌ها را باز کند تا بتوان آنها را برای استفاده در دستور العمل‌ها به خانه برد. سطل صدف روشی ارزان و بهداشتی برای انجام این کار فراهم می‌کرد. در اواسط قرن بیستم، صید بیش از حد صدف (و افزایش قیمت متعاقب آن) باعث شد تولیدکنندگان تعداد قابل توجهی سطل صدف فروخته نشده داشته باشند.
در ایالات متحده پس از جنگ جهانی دوم، افزایش چشمگیری در فروش غذاهای بیرون‌بر که می‌توانستند از رستوران‌ها خریداری شوند، وجود داشت. غذاهای چینی به دلیل خوشمزه بودن، غیرمعمول بودن، نسبتاً ارزان بودن و قابلیت حمل آسان، انتخاب محبوبی بودند. سطل صدفی به سرعت برای «غذای بیرون‌بر چینی» به کار گرفته شد. سطل‌های مقوایی تا حدودی عایق‌بندی خودکار داشتند و می‌توانستند برای طیف گسترده‌ای از غذاها از جمله برنج پخته، غذاهای مرطوب مانند خوراک تخم‌مرغ و غذاهای سس‌دار استفاده شوند، اگرچه برای غذاهای داغ و بسیار مایع مانند سوپ‌ها مناسب نبودند.
این ظروف همچنین توسط رستوران‌هایی که غذاهای کلاسیک آمریکایی بیرون‌بر، مانند سیب‌زمینی سرخ‌کرده یا صدف سرخ‌شده، ارائه می‌دهند، استفاده می‌شوند.